# Manuel Silvela y de Le Vielleuze
Manuel Silvela y de Le Vielleuze (Parigi, 9 marzo 1830 – Madrid, 25 maggio 1892) è stato un avvocato, scrittore e politico spagnolo.

## Biografia
Nacque a Parigi nella stessa casa del nonno paterno, Manuel Silvela. Era il figlio di Francisco Agustín Silvela, vice presidente del Congreso de los Diputados e magistrato del Tribunale supremo, e di sua moglie, Luisa de Le Vielleuze.
Iniziò i suoi primi studi a Burdeos, continuando a Valladolid, dove iniziò a studiare legge, e terminò all'Università di Madrid.
Il suo studio legale è stato per molti anni il primo della capitale. Per due volte ha presieduto la Real Academia de Jurisprudencia y Legislación.

## Carriera
Quando iniziò la sua carriera politica, è apparso nelle file dell'Unión Liberal di Antonio de los Ríos Rosas.
Nel 1863 venne eletto per il quartiere di Arenas de San Pedro in Parlamento, durante il governo Miraflores.
Nel 1865 cadde il governo Narvaez e fu sostituito da quello di Leopoldo O'Donnell, che lo mise alla direzione generale dell'istituzione pubblica.
Dopo la Rivoluzione spagnola del 1868 è stato nominato vice-sindaco di Madrid e poco dopo consigliere di Stato, carica che ricoprì fino a quando è stato eletto deputato d'Avila alla corte costituente.
Dopo la proclamazione del generale Serrano come reggente, si ritirò dal governo ed è rimasto fuori dalla politica fino alla proclamazione di Alfonso XII. Canovas lo ha nominato ministro di Stato il 14 gennaio 1877, mantenendo l'incarico fino al marzo 1879, quando fu sostituito dal marchese de Molins.
Fu allora Ministro della Pubblica Istruzione e nel 1884 ambasciatore a Parigi, rassegnando le dimissioni l'anno successivo per prendere il suo seggio in Senato, di cui è stato vice presidente due volte.
Fu nominato gentiluomo da camera della regina Isabella II nel 1852.

### Attività letteraria
Fin dalla giovane età, aveva collaborato con giornali e riviste di Madrid, che era caratterizzati dal suo stile elegante e puro. Così divenne ben presto popolare il suo pseudonimo "Velisla", un anagramma del suo nome, con il quale ha firmato le sue opere letterarie.
Ha collaborato nel La Ilustración, Diario Español, Revista de España, El Heraldo e El Imparcial.
È stato eletto accademico della Real Academia Española e della Royal Academy of History.

## Matrimonio
Sposò Faustina Casado (16 febbraio 1837-?), figlia di senatore Mateo Casado. Ebbero sei figli:
- Manuel Silvela, sposò Felipa Aboin Rojas, ebbero tre figli;
- Isabel Silvela (?-28 marzo 1934), sposò Eduardo Travesedo, ebbero dieci figli;
- Francisco Agustín Silvela (28 febbraio 1860-28 gennaio 1924);
- Mateo Silvela (1863-1947), sposò Rafaela Tordesillas Fernández-Casariego, ebbero quattro figli;
- Luis Silvela (3 giugno 1865-22 aprile 1928), sposò María de la Encarnación Castelló López-Miranda, ebbero una figlia;
- Faustino Silvela, sposò Fernanda Tordesillas, ebbero sei figli.

## Opere
- "Sin Nombre" (1868)
- "Reseña analítica de las obras póstumas del memorable dramaturgo, reformador de nuestro teatro" (1868)
- "Le Jury Criminel en Espagne" (Montpellier, 1884)
- "Obras completas de Moratín, con notas y comentarios" (Madrid, 1890)
- "El bautizo de un libro"
- "El perfecto novelista"
- "Un verano de Felipe V"
- "Recuerdos de Extremadura"
- "Revista cantábrica" (1869)
- "Salir de Madrid" (1851)
- "La Alcarria"
- "Mañanas de La Granja"
- "Revista del Escorial"
- "Variaciones fáciles"
- "El amor y el matrimonio"
- "Un viaje por regiones desconocidas"
- "De la influencia de las construcciones modernas en la literatura"
- "De Madrid a Sevilla y Cádiz"
- "Literatura infinitesimal"
- "El abogado de pobres"
- "Revista de La Granja"
- "Cuatro capítulos de una novela inédita"
- "Desde Madrid a Toledo" (1854)
- "El castillo de «aunque os pese»"
- "Una Dalia y un puntapié"
- "La Opera y el Gobierno" (1865)
- "Apuntes críticos acerca de las poesías de Baeza, y por incidencia de las condiciones literarias del siglo"
- "El diccionario y la gastronomía"
- "Miscelánea"
- "La prensa ilustrada"
- "Un ukase"
- "Revista de la exposición de Bellas Artes" (1868)
- "Juicio crítico de la Restauración en 1881"
- "Los dineros del sacristán"
- "Al amor de la lumbre"
- "Negro y blanco" (1851)
- "La via sacra"
- "Recuerdos de Spa"
- "Disertación acerca de la influencia ejercida en el idioma y en el teatro español por la escuela clásica que floreció desde los comienzos del S.XVIII"
- "Un talego del Estado o el estado de un talego"
- "Sobre el diccionario de la Real Academia Española"
- "Fin de una polémica"
- "Últimas palabras sobre una polémica
- "En las aguas de Spa" (1887)
- "¡Viva Galicia!"